# Ingen rädder för spöken
Ingen rädder för spöken (engelska: The Ghost Breakers) är en amerikansk skräckkomedifilm från 1940 i regi av George Marshall. I huvudrollerna ses Bob Hope och Paulette Goddard. I filmen gör Robert Ryan sin filmdebut i en liten ej krediterad roll.

## Rollista
- Bob Hope - Larry Lawrence
- Paulette Goddard - Mary Carter
- Richard Carlson - Geoff
- Paul Lukas - Parada
- Willie Best - Alex
- Pedro de Cordoba - Havez
- Virginia Brissac - zombie
- Noble Johnson - zombie
- Anthony Quinn - Mederos
- Tom Dugan - Raspy Kelly
- Paul Fix - Frenchy Duval
- Lloyd Corrigan - Martin